# Norrtelje Ångbryggeri
Norrtelje Ångbryggeri var ett bryggeri i Norrtälje.
Bryggeriets historia härrör sannolikt från 1830-talet. I ett köpebrev från 1834 avseende en tomt i Norrtälje nämns en bryggare som den aktuella köparen.
Bryggeriet kom att verka på platsen vid Tullportsgatan fram till 1950-talet då istället en depå för Stockholmsbryggerierna inrättades.  Depån flyttade senare in i nya lokaler vid Baldersgatan men upphörde på 1990-talet då dess försäljnings- och distributionsverksamhet överfördes till Pripps depå i Uppsala.
Norrtelje Ångbryggeri hade en stark ställning som Roslagens bryggeri och även sedan produktionen upphört såldes pilsner med Norrteljes etikett. 

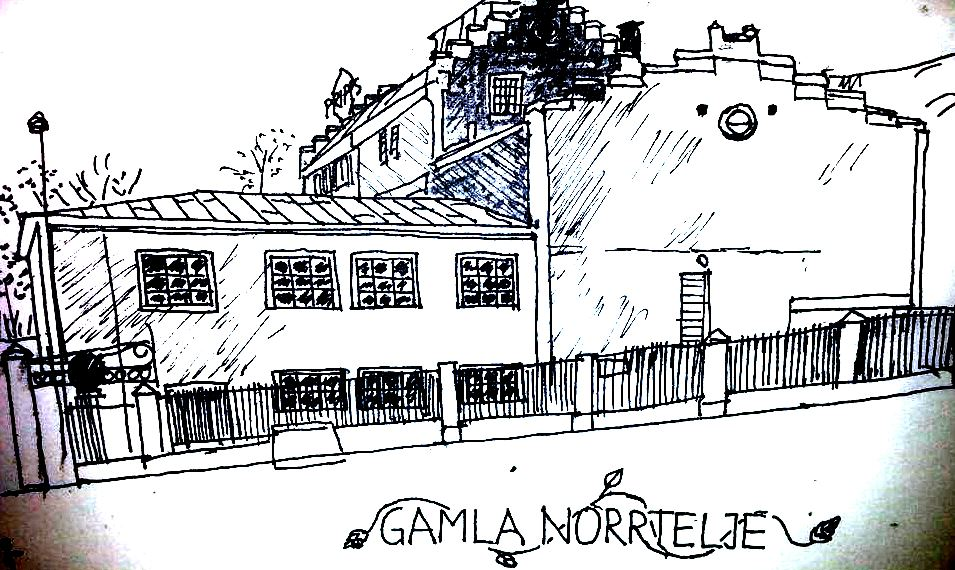
En teckning gjord utifrån ett fotografi på Norrtelje Ångbryggeri